# نیرمالا شری‌واستاوا
نیرمالا شری‌واستاوا (انگلیسی: Nirmala Srivastava; ۲۱ مارس ۱۹۲۳ – ۲۳ فوریهٔ ۲۰۱۱) که همچنین تحت نام شری ماتاجی نیرمالا دوی معروف بود، بنیانگذار و آموزگار دینی ساهاجا یوگا، یک فرقه نوظهور مذهبی است. او مدعی بود با آگاهی کامل متولد شده‌است و با بسط و ترویج یک اصول مهارتی ساده که از طریق آن مردم بتوانند به خودآگاهی دست پیدا کنند، زندگی خود را صرف آرامش و آسودگی کرد.